# Moriniola grilloti
Moriniola grilloti är en tvåvingeart som beskrevs av Loïc Matile 1976. Moriniola grilloti ingår i släktet Moriniola och familjen svampmyggor.
Artens utbredningsområde är Kongo. Inga underarter finns listade i Catalogue of Life.